# ぎたろー
ぎたろー（1982年1月9日 - ）は、日本の俳優である。

## 人物・来歴
福岡県福岡市出身。身長175cm、体重108kg。剣道初段。福岡大学附属大濠高等高校、福岡大学人文学部歴史学科卒業。大学在学中の2001年から福岡県の人気劇団「ギンギラ太陽'S」に出演。
2009年よりダンスカンパニーコンドルズに参加。

## 出演

### 映画
- 空白ライブ（監督：下本地崇、2024年）
- 九十歳。何がめでたい（監督：前田哲、2024年）
- そして、バトンは渡された（監督：前田哲、2021年）
- 老後の資金がありません!（監督：前田哲、2021年）
- キネマの神様（監督：山田洋次、2021年）
- 神の居る社（監督：谷川ケン、2019年）[1]
- こんな夜更けにバナナかよ 愛しき実話（監督：前田哲、2018年）
- おうちへ帰ろう。〜Road to Home〜（監督：谷川ケン、2017年）[2]
- 旅の贈りもの 明日へ（監督：前田哲、2012年）
- 荒川アンダーザブリッジ（監督：飯塚健、2012年）
- 王様とボク（監督：前田哲、2012年）
- 極道めし（監督：前田哲、2011年）

### テレビドラマ
- 推しを召し上がれ〜広報ガールのまろやかな日々〜 最終話（2024年3月14日、テレビ東京） - 社員A 役
- ザ・タクシー飯店 第1話（2022年6月2日、テレビ東京） - 丸福の客 役
- 相棒 Season20 第12話（2022年1月19日、テレビ朝日） - 竹内秀雄 役
- ルームロンダリング（2018年、毎日放送） - 誠 役
- アオイホノオ（2014年、テレビ東京） - 武田 役
- 衝撃ゴウライガン!!（2013年、テレビ東京） - ドン・トラットリア 役
- ナサケの女〜国税局査察官〜スペシャル（2012年、テレビ朝日） - クラブの店員 役
- 荒川アンダーザブリッジ（2011年、毎日放送） - 引っ越し屋 役

### 配信・Web
- 恋に落ちたおひとりさま～スタンダールの恋愛論～（監督：前田哲、2022年、Amazon Prime Video）
- 福岡県福津市宣伝動画「フクツノオトコ」（監督：谷川ケン、2018年） - 福津元気 役[3]
- 東映 presents HKT48×48人の映画監督たち「危険なアイドル」（監督：前田哲、2017年） - ブキュート 役
- どす恋ミュージカル（監督：落合賢、2015年、dTV） - 三谷優 役

### 舞台
2001年より2003年までギンギラ太陽'sの本公演に出演。
2009年より現在までコンドルズの本公演にほぼ出演。
＜外部出演＞
2025年
- Bug Parade（脚本・演出：小沢道成、東京グローブ座/COOL JAPAN PARK OSAKA WWホール）[4]
- ほぐすとからむ（脚本：松井周、演出：近藤良平、彩の国さいたま芸術劇場 小ホール）[5]
- 我ら宇宙の塵（脚本・演出：小沢道成、新宿シアタートップス/扇町ミュージアムキューブ CUBE01/J:COM北九州芸術劇場 小劇場/金沢21世紀美術館 シアター21）[6]

2024年
- 『グラウンドホッグ・デー』（脚本：ダニー・ルービン、演出：福田雄一、東京国際フォーラム ホールC / 大阪新歌舞伎座 / 御園座）[7]
- あしたの劇場『劇場へいこう! 2024 夏の夜の夢』（原作：ウィリアム・シェイクスピア、上演台本：岩崎う大、演出：シライケイタ、座・高円寺1）[8]
- ASKプロデュース『舞台「Change the World」』（原作・脚本：秦建日子、演出：橋本昭博、サンシャイン劇場）[9]

2023年
- team UZU.UZU『うずうず / ぐるぐる』（演出：森ようこそ、シアター711）
- CHAiroiPLIN おどるシェイクスピア『BALLO〜ロミオとジュリエット〜』（振付・演出：スズキ拓朗、LINE CUBE SHIBUYA（渋谷公会堂））
- EPOCH MAN『我ら宇宙の塵』（脚本・演出：小沢道成、新宿シアタートップス）

2021年
- 博多座『羽世保スイングボーイズ』（演出：G2、新歌舞伎座）

2019年
- 博多座×コンドルズ『WE ARE THE CHAMPIONS』（総合演出：近藤良平、博多座）
- 浮世企画『誰そ彼』（脚本・演出：今城文恵、駅前劇場）
- キラリ☆ふじみ×東南アジア⁼舞台芸術コラボレーションvol.3 日本・フィリピン共同制作『KIN-BALLキンボール』（脚本・演出：田上豊、富士見市民文化会館 キラリ☆ふじみ マルチホール）

2018年
- 北九州芸術劇場プロデュース『せなに泣く』（脚本・演出：田上豊、北九州芸術劇場 小劇場）
- 博多座×コンドルズ『FLY AGAIN』（総合演出：近藤良平、博多座）
- CHAiroiPLIN＋三鷹市芸術文化センターpresents太宰治作品をモチーフにした演劇公演 第14回『ERROR〜踊る小説4〜』（振付・演出：スズキ拓朗、三鷹市芸術文化センター 星のホール）

2017年
- 『Just do it 〜やるっきゃない！』（脚本・演出：杉本凌士、テアトルBONBON / 中野 ザ・ポケット）
- CHAiroi PLIN 踊る小説2『peeeeep』（原作：江戸川乱歩「屋根裏の散歩者」より」 / 振付・演出：スズキ拓朗、東京芸術劇場 シアターイースト）

2016年
- 學蘭歌劇 『帝一の國』【最終章】ー血戦のラストダンスー』（演出：小林顕作、AiiA 2.5 Theater Tokyo）
- CHAiroiPLIN 踊る童話2『BEAN!!!!!』（原作：ジョゼフ・ゼェイコブス「ジャックと豆の木」より」 / 振付・演出：スズキ拓朗、セッションハウス/イムズホール/JMSアステールプラザ）

2015年
- Mitaka "NEXT" Selectione 16th CHAiroiPLIN 踊る戯曲3「三文オペラ」（振付・演出：スズキ拓朗、三鷹市芸術文化センター 星のホール）

2014年
- 學蘭歌劇 『帝一の國』【第二章】－決戦のマイムマイム－（演出：小林顕作、AiiA 2.5 Theater Tokyo / 梅田芸術劇場 シアター・ドラマシティ）
- シェクスピアフェスティバル『机の器の机』（振付・演出：平原慎太郎、あうるすぽっと）

2013年
- 學蘭歌劇 『帝一の國』（演出：小林顕作、パルコ劇場）
- 劇団男魂『鐘〜ゴング〜』（脚本・演出：杉本凌士、2013年、中野テアトルBONBON）

2012年
- CHAiroi PLIN『あずき～乙な味弐～』（振付・演出：スズキ拓朗、相鉄本多劇場）

2011年
- 劇団男魂『ゴング』（脚本・演出：杉本凌士、シアターグリーン BOX in BOX THEATER）
- 『あゝ、荒野』（原作： 寺山修司 / 演出：蜷川幸雄、彩の国さいたま芸術劇場 / 青山劇場)
- 『11のささやかな嘘』（作：ブラジリィー・アン・山田（ブラジル） / 演出：古川貴義（箱庭円舞曲）、銀座みゆき館劇場)

2010年
- ブルドッキングヘッドロックvol.19『Do! 太宰』 （作・演出：喜安浩平(ナイロン100℃)、三鷹市芸術文化センター 星のホール）

2008年
- ラフカット2008 『愛のメモリー』（作・演出：羽原大介、2008年、全労済ホール スペース・ゼロ)

### PV
- SEKAI NO OWARI「Mr.Heartache」
- 水樹奈々「Angel Blossom」
- 桑田佳祐「Yin Yang」
- 郷ひろみ「笑顔にカンパイ！」
- ソ・イングク「We Can Dance Tonight」
- キツネの嫁入り「死にたくない」

### CM
- フォーエル
- 富士通「QUADERNO」
- キリン「のどごし生」
- サンシャインサカエ
- ファンケル 「発芽米」
- ソニー「重低音ヘッドホン EXTRA BASS」
- あつまるくんの求人案内